# Farmacovigilància
La farmacovigilància és la ciència i les activitats relacionades amb la detecció, recol·lecció, registre, avaluació i comprensió sistemàtica de les reaccions adverses als medicaments, amb la finalitat de determinar possible causalitat, freqüència d'aparició i gravetat, per a així poder establir mesures preventives que asseguren l'ús racional del medicament.
S'entén per reacció adversa a medicament (RAM) qualsevol resposta que és nociva, no cercada i que apareix en la dosi habitualment utilitzada en l'ésser humà per a la profilaxi, diagnòstic o tractament d'una malaltia o per a la modificació d'alguna funció fisiològica. L'aparició d'una reacció adversa pot significar una lleu molèstia per al pacient, o pot ser tan greu que requerisca una modificació del tractament. La farmacovigilància permet conèixer els efectes adversos dels medicaments quan s'utilitzen en un nombre elevat de persones.
Recentment, les seves preocupacions s'han ampliat per incloure:
- Remeis herbaris
- Medicaments tradicionals i complementaris
- Productes sanguinis
- Biològica
- Aparells mèdics
- Vacunes.

Molts altres temes també són rellevants per a la farmacovigilància:
- Medicaments de baixa qualitat
- Errors de medicació
- Manca d'informes d'eficàcia
- Ús de medicaments per a indicacions no aprovades i per a les quals no existeix una base científica adequada
- Informes de casos d’intoxicacions agudes i cròniques
- Avaluació de la mortalitat per drogues
- Abús i ús indegut de medicaments
- Interaccions adverses de medicaments amb productes químics, altres medicaments i aliments.

Aquesta farmacovigilància es realitza perquè el pacient té el dret a conèixer els beneficis i els riscos del medicament que està rebent, tot professional de la salut ha de conèixer les RAM més comunes i les interaccions dels medicaments que prescriuen, dispensen i administren i perquè la indústria farmacèutica ha de conèixer la seguretat a llarg termini del medicament que fabrica.
En resum, els objectius específics de la farmacovigilància són:
- Millorar l'atenció i la seguretat dels pacients en relació amb l'ús de medicaments i totes les intervencions mèdiques i paramèdiques,
- Millorar la seguretat i la salut públiques en relació amb l’ús de medicaments,
- Contribuir a l'avaluació del benefici, el dany, l'eficàcia i el risc dels medicaments, fomentant el seu ús segur, racional i més eficaç (inclòs el cost-efectiu), i
- Promoure la comprensió, l'educació i la formació clínica en farmacovigilància i la seva comunicació eficaç amb el públic.

En la farmacovigilància hi participen totes les persones implicades en l'ús del medicament:
- El pacient, qui ha de comunicar al metge tractant les molèsties que sent amb l'administració del medicament.
- Tant el metge com altres professionals de la salut, qui han de comunicar els possibles esdeveniments adversos; a Catalunya, a més dels professionals sanitaris, també ho pot fer qualsevol ciutadà a través de la targeta groga.[3]
- La indústria farmacèutica, la qual ha de fer un seguiment de la seguretat dels medicaments que elabora, comunicant a les autoritats de salut els RAM detectats.
- Els organismes públics específics: en l'àmbit d'Espanya l'Agència Espanyola de Medicaments i Productes Sanitaris (AEMPS), en l'àmbit d'Europa l'Agència Europea de Medicaments (EMEA), en l'àmbit dels EUA la Food and Drug Administration (FDA), etc.[4]